# Византийские малые хроники
Византийские Малые хроники (греч. Βραχέα χρονικά) — «один из самых распространённых жанров византийской историографии», представляющий собой небольшие исторические произведения, где, как правило, «в стиле регестов перечисляются основные события в правление тех или иных императоров». В историографии выделяются хроники, посвящённые как истории Византии вообще (Имперские хроники), так и хроники повествующие о поступках отдельных императоров и патриархов (Императорские и Патриаршие хроники), а также Локальные хроники, посвящённые отдельным областям и событиям. Важность «Малых хроник» определяется тем, что зачастую это единственный источник, по которому можно судить о содержании ряда утраченных византийских исторических произведений. Большое значение имеют для определения точных дат отдельных событий (напр. — «содержат важные данные о древнеславянской и русской истории, о расселении славян в Европе, о крещении Руси и т. п.»). Ближайшим аналогом Византийских малых хроник являются Польские споминки.

## Издания
Библиографические описания изданий «Малых хроник»:
- Krumbacher K. Geschichte der byzantinischen Literatur. — 2. Aufl. — Mǘnchen, 1897. — S. 395—403.
- Colonna M. E. Gli storici bizantini dal IV ai XV secolo. I. Storici profani. — Napoli, 1956. — P. 147—156.
- Moravcsik Gy. Byzantinoturcica. I. — 2. Aufl. — Berlin, 1958. — S. 233—237, 456—457, 461—463.
- Самодурова З. Г. К вопросу о малых византийских хрониках // Визант. временник. — М., 1962. — Т. XXI. — С. 127.
- Самодурова З. Г. Греческие рукописи содержащие малые византийские хроники // Визант. временник. —М., 1974. — Т. 36.

Публикации «Малых хроник»:
- Labbe Ph. De Byzantinae historiae scriptoribus. — Paris, 1648. — P. 34—35.
- Georgii Codini. Excerpta de antiquitatibus Constantinopolitanis. — Bonnae, 1843. — P. 149—165.
- Georgii Monachi, dicti Hamartoli. Chronicon ab orbe condito ad annum p. Chr. № 842 et a diversis scriptoribus usque ad a. 1143 continuatum / Ed. E. de Muralto. — Petropoli, 1859. — P. 913—921.
- Praechter K. Ein Chronikfragment aus cod. Bern. 450 // BZ. — 1897. — 6. — S. 112—113.
- Bauer A. Die Chronik des Hyppolytos im Matritensis graecus 121. — Leipzig, 1905. — S. 26—133.
- Hyppolytus. Werke. Vierter Band. Die Chronik herrgestellt von A. Bauer, durchgesehen, herausgegeben und in zweiter Auflage bearbeitet von R. Helm. — Berlin, 1955. — S. 6—140.
- Loenertz R.-J. Chronicon breve de Graecorum imperatoribus, ab anno 1341 ad annum 1453 e codice Vaticano graeco 162 // EEBZ. — 1958. — 28. — σελ. 206—215.
- Colonna M. E. La cronografia anonima del ms. Neapolitanus gr. II. A. 12 // «Boellettino della Badia greca di Grottaferrata». N.S. — 1958. — 12. — P. 81—120.
- Colonna M. E. Un Ανεκδοτον del ms. Monacensis Graecus 551. — Napoli, 1959.
- Schreiner P. Die byzantinischen kleinchroniken. Wien, 1975—1979. — Bd. 1 — 3.
- Самодурова З. Г. Неизданная греческая хроника из рукописи Государственного Исторического музея // Визант. временник. — М., 1978. — Т. 39.

## «Малые хроники» в издании П. Шрайнера
| №                             | Период        | Количество заметок | Содержание | На русском языке |
| ----------------------------- | ------------- | ------------------ | --- | ---------------- |
| «Имперские хроники»           |               |                    | |                  |
| 1                             | 477-750 гг.   | 18                 | Землетрясения 477 года на Родосе и в Константинополе и другие. Восстание «Ника». Начало эпидемии чумы. Война Маврикия с аварами. | [ 6 ]            |
| 2                             | 730-820 гг.   | 21                 | Землетрясение 740 года в Константинополе. Иконоборческий собор. Правление Константина V. Второй Никейский собор. Правление Никифора I и Льва V. | [ 7 ]            |
| 3                             | 781-1063 гг.  | 7                  | Крещение Болгарии. Первое крещение Руси. Обретение иконы Спаса Нерукотворного. Смерть Романа I. | [ 8 ]            |
| 4                             | 1059-1211 гг. | 5                  | Правление Константина X. Нападение турок-сельджуков, битва при Манцикерте. Вторая битва в долине Меандра. | [ 9 ]            |
| 5                             | 1083-1098 гг. | 9                  | Рождение 9 детей императора Алексея I и его жены Ирины Дукины: Анны, Иоанна II, Исаака, Феодора и других. | [ 10 ]           |
| 6                             | 1118-1143 гг. | 3                  | Воцарение и смерть Иоанна II. | [ 11 ]           |
| 7                             | 1023-1435 гг. | 29                 | Захват Константинополя итальянцами. Взятие Бурсы, Никеи. Поражение византийцев в войне с Генуей. Войны за власть Кантакузинов и Палеологов. | [ 12 ]           |
| 8                             | 1204-1352 гг. | 56                 | Рождения, венчания на царство и смерти византийских императоров. Смена патриархов. Соперничество Кантакузинов и Палеологов. Венециано-генуэзская война. | [ 13 ]           |
| 9                             | 320-1453 гг.  | 56                 | История императоров от Андроника III до Андроника IV. Основание Константинополя. Обретение Животворящего Креста. Осады и падение Константинополя. | [ 14 ]           |
| 10                            | 1328-1393 гг. | 11                 | История императоров от Андроника III до Иоанна VIII. Поражение византийской армии при Филокрине. | [ 15 ]           |
| 11                            | 1341-1376 гг. | 5                  | Смерть Андроника III. Воцарения Иоанна V, Иоанна VI и Андроника IV. | [ 16 ]           |
| 12                            | 1376-1403 гг. | 19                 | История императоров от Иоанна V до Иоанна VII. «Семилетний» поход Тамерлана. | [ 17 ]           |
| 13                            | 1422-1425 гг. | 14                 | Осада Константинополя султаном Мурадом II. Мирный договор 1424 года. Болезнь и смерть Мануила II. | [ 18 ]           |
| «Императорские хроники»       |               |                    | |                  |
| 14                            | 317-1425 гг.  | 117                | Краткий список всех римских, византийских и латинских императоров от основания Константинополя до его падения с указанием срока царствования. | [ 19 ]           |
| 15                            | 913-1081 гг.  | 23                 | Список византийских императоров от Константина VII до Алексея I. | [ 20 ]           |
| 16                            | 913-1118 гг.  | 26                 | Более краткий вариант предыдущего списка. | [ 21 ]           |
| 17                            | 1057-1071 гг. | 4                  | Правление Исаака I, Константина X, Романа IV. | [ 22 ]           |
| 18                            | 1081-1180 гг. | 4                  | Правление Мануила I. | [ 23 ]           |
| 19                            | 1203-1239 гг. | 3                  | Осада Константинополя в 1203 г. Правление Феодора I. | [ 24 ]           |
| 20                            | 1204-1261 гг. | 5                  | Правление Алексея V и Михаила VIII. Взятие Константинополя крестоносцами и ромеями. | [ 25 ]           |
| 21                            | 1204-1282 гг. | 6                  | Правление Феодора I. Взятие Константинополя крестоносцами и ромеями. Смерти Иоанна III и Михаила VIII. | [ 26 ]           |
| 22                            | 1221-1470 гг. | 53                 | Правление императоров от Иоанна III до падения Константинополя. | [ 27 ]           |
| «Местные хроники»             |               |                    | |                  |
| 23                            | 1293-1312 гг. | 6                  | «Галлипольская хроника». Опустошение Анатолии. | 23               |
| 24                            | 317-648 гг.   | 6                  | «Иерусалимская хроника». Разграбления Иерусалима в 614 и 638 годах. | 24               |
| 25                            | 1191-1238 гг. | 5                  | «Кипрская хроника». Захват Кипра во время Третьего крестового похода. | 25               |
| 26                            | 1209-1310 гг. | 17                 | «Кипрская хроника». Венчания на царство и смерти королей Кипра от Гуго I до Амори II | 26               |
| 27                            | 1330-1479 гг. | 3                  | «Кипрская хроника». Крупные наводнения, восстание турок в Керинии. | 27               |
| 29                            | 1191-1448 гг. | 16                 | «Месемврийская хроника». Осады Месемврии савойцами, турками. Крестовый поход на Варну. | 29               |
| 30                            | 1355-1408 гг. | 6                  | «Митиленская хроника». Правление архонтов Лесбоса Франческо I, Франческо II и Якопо. | 30               |
| 31                            | 1415-1424 гг. | 6                  | «Митиленская хроника». Прибытие кораблей в Митилену. Эпидемия на Лесбосе. | 31               |
| 32                            | 920-1447 гг.  | 48                 | «Пелопонесская хроника». Византийские и никейские императоры от Мануила I до Иоанна VIII. Возведение на кафедру некоторых византийских патриархов и епископов Навплии и Аргоса. Войны латинян с венецианцами и турками. Обретение Евангелия от Андрея. Ферраро-Флорентийский собор. | 32               |
| «Хроники турецких завоеваний» |               |                    | |                  |
| 58                            | 1354-1798 гг. | 48                 | Турецкие завоевания на Балканах. Семейные дела османских султанов. Религиозное противостояние в Османской империи. Завоевания Сулеймана I. | Хроника 58       |
| 59                            | 1354-1573 гг. | 33                 | Турецкие завоевания на Балканах. Семейные дела османских султанов. Турецко-венецианская война (1570—1573) | Хроника 59       |
| 60                            | 330-1596 гг.  | 51                 | | Хроника 60       |
| 61                            | 330-1526 гг.  | 14                 | | Хроника 61       |
| 62                            | 634-1500 гг.  | 33                 | | Хроника 62       |
| 63                            | 1307-1520 гг. | 41                 | | Хроника 63       |
| 63A                           | 1521-1566 гг. | 20                 | | Хроника 63A      |
| 63B                           | 1521-1637 гг. | 12                 | | Хроника 63B      |
| 63C                           | 1521-1566 гг. | 14                 | | Хроника 63C      |
| 63D                           | 1522-1565 гг. | 8                  | | Хроника 63D      |
| 64                            | 1307-1623 гг. | 31                 | | Хроника 64       |
| 65                            |               |                    | |                  |
| 66                            | 1187-1571 гг. | 23                 | | Хроника 66       |
| 67                            | 1187-1571 гг. | 22                 | | Хроника 67       |
| 68                            | 1187-1718 гг. | 31                 | | Хроника 68       |

## Переводы на русский язык
- Восточная Литература — переводы А. С. Досаева «Малых хроник» издания Петера Шрайнера.

«Имперские хроники»
- Хроника 1 (477—750), Хроника 2 (730—820), Хроника 3 (780—1063), Хроника 4 (1059—1211), Хроника 5 (1083—1098), Хроника 6 (1118—1143), Хроника 7 (1203—1435), Хроника 8 (1204—1352), Хроника 9 (1315—1453), Хроника 10 (1328—1393), Хроника 11 (1341—1376), Хроника 12 (1376—1403), Хроника 13 (1422—1425).

«Императорские хроники»
- Хроника 14 (317—1425), Хроника 15 (911—1118), Хроника 16 (913—1118), Хроника 17 (1057—1071), Хроника 18 (1081—1180), Хроника 19 (1203—1239), Хроника 20 (1204—1261), Хроника 21 (1204—1282), Хроника 22 (1221—1460).

«Местные хроники»
- Галлиполийская хроника: Хроника 23 (1293—1307).
- Иерусалимская хроника: Хроника 24 (317—649).
- Кипрские хроники: Хроника 25 (1191—1222), Хроника 26 (1209—1310), Хроника 27 (1330—1479).
- Месемврийская хроника: Хроника 29 (1365—1448).
- Митиленские хроники: Хроника 30 (135—1409), Хроника 31 (1415—1424).
- Пелопоннесские хроники: Хроника 32 (920—1447) (Хроника Аргоса и Навплии), Хроника 33 (1187—1524) (Хроника 1423 года), Хроника 34 (1423—1520) (Выдержки из Сфрандзи), Хроника 35 (330—1458) (Гексамилионская хроника).
- Венециано-морейские хроники: Хроника 36 (421—1503), Хроника 37 (1204—1522) (Обозрение времён Иоанна Карианнита), Хроника 38 (1326—1514).
- Хроники турецких завоеваний в Пелопоннесе: Хроника 39 (1185—1514), Хроника 40 (1415—1540).
- Отдельные пелопоннесские хроники: Хроника 41 (330—1464); Хроника 42 (1394—1435); Хроника 43 (1493—1640) (Хроника семьи Ликиниев); Хроника 44 (1628—1633) (Хроника семьи Ликиниев).
- Сицилийско-южноитальянские хроники: Хроника 45 (827—1031) (Хронограф о том, как сарацины появились в Сицилии); Хроника 46 (1480—1481).
- Фиванская хроника: Хроника 47 (1379—1446).
- Фессалийская хроника: Хроника 48 (1388—1574).
- Фессалоникская хроника: Хроника 49 (1334—1402).
- Венециано-византийские хроники: Хроника 50A, Хроника 50B (330—1474), Хроника 51 (312—1453), Хроника 52 (330—1479).

«Хроники турецких завоеваний»
- Хроника первых турецких завоеваний: Хроника 53 (1355—1574); Хроника 54 (1354—1520); Хроника 55 (1354—1609); Хроника 56 (1439—1540); Хроника 57 (1529—1541); Хроника 58 (1354—1798); Хроника 59 (1354—1573); Хроника 60 (330—1596); Хроника 61 (330—1526); Хроника 62 (634—1500); Хроника 63 (1307—1520); Хроника 63A (1521—1566); Хроника 63B (1521—1637); Хроника 63C (1521—1566); Хроника 63D (1522—1565); Хроника 64 (1307—1623).
- Хроники турецких завоеваний в связи с родосско-критской хроникой: Хроника 66 (1187—1571); Хроника 67 (1187—1571); Хроника 68 (1187—1718).
- Контаминированная версия турецких хроник: Хроника 69 (1354—1570), Хроника 70 (330—1571).
- Отдельные хроники турецких завоеваний: Хроника 71 (1307—1526), Хроника 72 (1326—1574), Хроника 72A (1354—1442), Хроника 73 (963—1550), Хроники 74 (1383—1522), Хроника 75 (1307—1475), Хроника 76 (1423—1538), Хроника 77 (1430—1571), Хроника 78 (1453—1521), Хроника 80 (1521—1540).

## Исследования
- Самодурова З. Г. К вопросу о малых византийских хрониках: (По рукописям Моск. собраний) // Визант. временник. — М., 1962. — Т. XXI. — С. 127—147.
- Самодурова З. Г. Малые византийские хроники и их источники: [Классификация] // Визант. временник. — М., 1967. — Т. XXVII. — С. 153—161.
- Самодурова З. Г. Анонимная византийская хроника в списке XV в. из греческой рукописи собрания ГИМ // Визант. временник. — М., 1971. — Т. 31. — С. 226—237. (Текст хроники: С. 233—237)
- Самодурова З. Г. Греческие рукописи содержащие малые византийские хроники // Визант. временник. — М., 1974. — Т. 36. — С. 139—144.
- Самодурова З. Г. Греческие рукописные сборники, содержащие малые византийские хроники, и их классификация // Проблемы палеографии и кодикологии в СССР. — М., 1974. — С. 200—241.
- Schreiner P.. Die byzantinischen kleinchroniken. — Wien, 1977. — Bd. 2.
- Самодурова З. Г. Неизданная греческая хроника из рукописи Государственного Исторического музея // Визант. временник. — М., 1978. — Т. 39. — С. 201—225. (Текст хроники: С. 221—225)
- Самодурова З. Г. Краткая анонимная хроника из греческой рукописи Гос. исторического музея // Визант. временник. — М., 1981. — Т. 42. — С. 115—123.
- Бибиков М. В. Византийская историческая проза. — М.: ИВИ РАН, 1996. — С. 63, 136—137.